# 10 سبتمبر
- السبت
- الأحد
- الاثنين
- الثلاثاء
- الأربعاء
- الخميس
- الجمعة

- 307 ربيع الأول 1447  هـ
- 318 ربيع الأول 1447  هـ
- 19 ربيع الأول 1447  هـ
- 210 ربيع الأول 1447  هـ
- 311 ربيع الأول 1447  هـ
- 412 ربيع الأول 1447  هـ
- 513 ربيع الأول 1447  هـ
- 614 ربيع الأول 1447  هـ
- 715 ربيع الأول 1447  هـ
- 816 ربيع الأول 1447  هـ
- 917 ربيع الأول 1447  هـ
- 1018 ربيع الأول 1447  هـ
- 1119 ربيع الأول 1447  هـ
- 1220 ربيع الأول 1447  هـ
- 1321 ربيع الأول 1447  هـ
- 1422 ربيع الأول 1447  هـ
- 1523 ربيع الأول 1447  هـ
- 1624 ربيع الأول 1447  هـ
- 1725 ربيع الأول 1447  هـ
- 1826 ربيع الأول 1447  هـ
- 1927 ربيع الأول 1447  هـ
- 2028 ربيع الأول 1447  هـ
- 2129 ربيع الأول 1447  هـ
- 2230 ربيع الأول 1447  هـ
- 231 ربيع الآخر 1447  هـ
- 242 ربيع الآخر 1447  هـ
- 253 ربيع الآخر 1447  هـ
- 264 ربيع الآخر 1447  هـ
- 275 ربيع الآخر 1447  هـ
- 286 ربيع الآخر 1447  هـ
- 297 ربيع الآخر 1447  هـ
- 308 ربيع الآخر 1447  هـ
- 19 ربيع الآخر 1447  هـ
- 210 ربيع الآخر 1447  هـ
- 311 ربيع الآخر 1447  هـ

10 سبتمبر أو 10 أيلول أو يوم 10 \ 9 (اليوم العاشر من الشهر التاسع) هو اليوم الثالث والخمسون بعد المئتين (253) من السنوات البسيطة، أو اليوم الرابع والخمسون بعد المئتين (254) من السنوات الكبيسة وفقًا للتقويم الميلادي الغربي (الغريغوري). يبقى بعده 112 يوما لانتهاء السنة.

## أحداث
- 1526 الجيش العثماني بقيادة سليمان القانوني يدخل إلى بودا عاصمة المجر وبذلك أصبحت المجر تابعة للدولة العثمانية.
- 1844 - توقيع «معاهدة طنجة» التي أنهت الحرب الفرنسية ضد مراكش.
- 1919 - توقيع «معاهدة سان جرمان» بين الحلفاء والنمسا الخاصة بالأقليات.
- 1923 - دولة أيرلندا الحرة تنضم لعصبة الأمم باعتبارها دولة مستقلة بعد قرار المملكة المتحدة منح الشطر الجنوبي من جزيرة أيرلندا استقلالها تحت اسم دولة أيرلندا الحرة وذلك في أعقاب ثورة الأيرلنديين المسلحة.
- 1937 - انعقاد «مؤتمر ليون» لبحث القرصنة في البحر الأبيض المتوسط أثناء الحرب الأهلية الإسبانية.
- 1940 - الطائرات الألمانية تقصف قصر بكنغهام مقر ملك المملكة المتحدة في إطار القصف المتبادل بين ألمانيا والمملكة المتحدة أثناء الحرب العالمية الثانية.
- 1952 - ترشيح محمد عبد الخالق حسونة لأمانة جامعة الدول العربية خلفًا لعبد الرحمن عزام المستقيل.
- 1961 - القوات العربية المشتركة المشكلة بقرار من جامعة الدول العربية تصل إلى الكويت وذلك على خلفية الأزمة بين الكويت والعراق.
- 1973 - مؤتمر قمة دول المواجهة ينعقد في القاهرة لبحث دور الجبهة الشرقية في المعركة القادمة.
- 1990 -
  - إيران توافق على استئناف العلاقات الدبلوماسية مع العراق بعد قطيعة استمرت نحو 11 سنة منذ بداية حرب الخليج الأولى في عام 1980.
  - البابا يوحنا بولس الثاني يفتتح «كنيسة سيدة السلام» في ياموسوكرو في ساحل العاج، وهي إحدى أكبر كنائس العالم.
- 2002 - سويسرا التي تشتهر بكونها دولة حيادية تنضم إلى الأمم المتحدة بعد عشرات السنين من التمنع.
- 2003 - شاب متطرف يطعن وزيرة خارجية السويد آنا ليند عدة طعنات قاتلة وذلك أثناء تسوقها في إحدى المجمعات التجارية في ستوكهولم أدت إلى وفاتها في اليوم التالي.
- 2007 - رئيس وزراء باكستان السابق نواز شريف يعود إلى باكستان بعد سبع سنوات في المنفى.
- 2009 - رئيس الحكومة اللبنانية المكلف سعد الدين الحريري يبلغ رئيس الجمهورية ميشال سليمان اعتذاره عن تشكيل الحكومة وذلك بعد رفض الأقلية النيابية تشكيلة حكومة الوحدة الوطنية التي قدمها وذلك بعد الشهرين ونصف من تكليفه بتشكيل الحكومة.
- 2012 - البرلمان الصومالي ينتخب حسن شيخ محمود رئيسًا خلفًا لشريف شيخ أحمد وذلك بعد حصوله على 190 صوتًا في الدورة الثانية للانتخابات مقابل 79 صوتًا لشريف أحمد.
- 2015 - فريق من الباحثين بقيادة لي روجرز يعلن عن اكتشاف نوع بشري جديد في جنوب أفريقيا وهو إنسان ناليدي.
- 2017 - إعصار إيرما، أقوى إعصارٍ يشهده إقليم الكاريبي في التاريخ المُسجَل، يضرب ولاية فلوريدا الأمريكية بعدما ألحق أضراراً بالغة في جزر الكاريبي.
- 2019 - مصرع 31 شخصًا وإصابة نحو 100 آخرين في تدافعٍ أثناء مواكب عاشوراء في مدينة كربلاء.
- 2021 - إعلان تشكيل الحكومة اللبنانية برئاسة نجيب ميقاتي، وذلك بعد مرور ما يزيد عن العام على استقالة الحكومة السابقة.
- 2022 - تنصيب تشارلز الثالث ملكاً لبريطانيا.
- 2023 -
  - المنتخب الألماني لكرة السلة يُتوج بلقب كأس العالم للمرة الأولى في تاريخه بعد فوزه في النهائي على نظيره الصربي بنتيجة 83-77.
  - العاصفة دانيال تضرب شمال وشرق ليبيا وتقتل المئات والأمطار تغمر مدن عديدة في البلاد.

## مواليد
- 1659 - هنري برسل، مؤلف موسيقي إنجليزي.
- 1775 - موراي ماكسويل، ضابط بريطاني.
- 1890 - فرانتس فرفل، أديب نمساوي.
- 1892 - آرثر كومبتون، عالم فيزياء أمريكي حاصل على جائزة نوبل في الفيزياء عام 1927.
- 1893 - يوهانا بورمان، حارسة نازية شرسة عملت بمعسكرات الاعتقال خلال الحرب العالمية الثانية.
- 1915 - محمد خليفة التونسي، كاتب ومترجم مصري.
- 1931 - فيليب بيكر هول، ممثل أمريكي.
- 1937 - جارد دايموند، عالم أمريكي في علم الأحياء والفيزيولوجيا والجغرافيا.
- 1939 - علي المفيدي، ممثل كويتي.
- 1941 -
  - ستيفن جاي غولد، عالم أمريكي في علم الأحياء القديمة.
  - فادية عكاشة، ممثلة مصرية.
- 1943 - هورست دييتر هوتغز، لاعب كرة قدم ألماني.
- 1946 - ميشال آليو ماري، سياسية فرنسية.
- 1951 - لوك ميلكامبس، لاعب كرة قدم بلجيكي.
- 1955 - فريدة سيف النصر، ممثلة مصرية.
- 1960 - كولين فيرث، ممثل إنجليزي.
- 1972 -
  - سلمان القريني، لاعب كرة قدم سعودي.
  - سلوى المطيري، ناشطة سياسية كويتية.
  - غادة شعاع، لاعبة قوى سورية.
  - ورد الخال، ممثلة لبنانية.
  - وفاء الكيلاني، إعلامية مصرية.
- 1976 - غوستافو كويرتن، لاعب كرة مضرب برازيلي.
- 1980 - أداما كوليبالي، لاعب كرة قدم من مالي.
- 1981 - وانغ دونغ، لاعب كرة قدم صيني.
- 1982 - ستيفن ماكمانوس، لاعب كرة قدم اسكتلندي.
- 1983 - فرناندو بيلوسكي، لاعب كرة قدم أرجنتيني.
- 1984 - محمود الشحات أنور قارئ قرآن كريم

## وفيات
- 61هـ -
  - مسلم بن عقيل، ابن عم الحسين بن علي وسفيره.
  - هانئ بن عروة، أحد أصحاب علي بن أبي طالب ومن وجهاء الكوفة وممن ناصروا مسلم بن عقيل وثورة الحسين.
- 1797 - ماري وولستونكرافت، كاتبة إنجليزية.
- 1923 - سيد درويش، موسيقي مصري.
- 1948 - فرديناند الأول، ملك مملكة بلغاريا.
- 1949 - أحمد سالم، طيار ومخرج وممثل ومذيع مصري.
- 1975 - جورج باغيت طومسون، عالم فيزياء إنجليزي حاصل على جائزة نوبل في الفيزياء عام 1937.
- 1979 - أوغوستينو نيتو، رئيس أنغولا الأول.
- 1981 - رياض السنباطي، موسيقار وملحن مصري
- 1983 - فليكس بلوخ، عالم فيزياء سويسري حاصل على جائزة نوبل في الفيزياء عام 1952.
- 1985 - جوك ستين، لاعب كرة قدم اسكتلندي.
- 2006 - تاوفآهاو توبو الرابع، ملك تونغا.
- 2015 - أنطوان لحد، قائد جيش لُبنان الجنوبي العميل لِإسرائيل خِلال فترة احتلالها جنوب لُبنان.
- 2021 - دلال بنت سعود بن عبد العزيز آل سعود، أميرة سعودية.

## أعياد ومناسبات
- اليوم العالمي لمنع الانتحار.
- اليوم الوطني في جبرلتار.
- يوم المعلم في الصين وهونغ كونغ.

## وصلات خارجية
- وكالة الأنباء القطريَّة: حدث في مثل هذا اليوم.
- النيويورك تايمز: حدث في مثل هذا اليوم.
- BBC: حدث في مثل هذا اليوم.